# براين ديفيز
براين ديفيز (بالإنجليزية: Bryn Davies)‏ هي عازفة تشيلو وعازفة بيانو أمريكية، ولدت في 22 أغسطس 1976.

## وصلات خارجية
- براين ديفيز على موقع ميوزك برينز (الإنجليزية)
- براين ديفيز على موقع ديسكوغز (الإنجليزية)